# Thomas Blamey
Thomas Albert Blamey, född 24 januari 1884 i Wagga Wagga, Australien, död 27 maj 1951 i Heidelberg, Australien, var en australisk general under första- och andra världskriget och den enda australiern någonsin att uppnå den militära graden fältmarskalk.

## Biografi
Blamey gick med i den australiska armén som en vanlig soldat 1906 och gick på stabsskolan vid Quetta. Under första världskriget deltog han i landstigningen vid Anzac Cove den 25 april 1915 och tjänstgjorde som stabsofficer under slaget vid Gallipoli, där han utmärkte sig för en vågad räd bakom fiendens linjer. Han tjänstgjorde senare på västfronten där han utmärkte sig själv i planeringen av slaget vid Pozières. Han steg i grad till brigadgeneral och tjänstgjorde som stabschef för den australiska kåren under generallöjtnant John Monash, som krediterade honom som en faktor i kårens framgång i slaget vid Hamel, slaget vid Amiens och slaget vid Hindenburglinjen.
Efter kriget var Blamey vicechef för generalstaben och var inblandad i skapandet av australiska flygvapnet. Han avgick från den reguljära armén 1925 för att bli polischef i delstaten Victoria. Han förblev kvar i reserven och blev chef över 3:e divisionen 1931. Som polischef hanterade Blamey missnöjet som hade lett till polisstrejken 1923 och implementerade innovationer såsom polishundar och utrustade fordon med radioapparater. Hans tid som polischef präglades av en skandal där hans polisbricka hittades på en bordell och ett senare försök till mörkläggning av en polisskjutning vilket ledde till att han tvingades avgå 1936. Senare gjorde han politisk veckoutsändningar på Melbournes radiostation 3UZ. Han utsågs till ordförande i Commonwealth Government's Manpower Committee och Controller General of Recruiting 1938 där han ledde en framgångsrik rekryteringskampanj som fördubblade storleken på deltidsreserven.
Under andra världskriget förde han befälet över andra australiska imperiestyrkan och I-kåren i Mellanöstern. I den senare rollen förde han befälet över australiska och samväldets trupper i den katastrofala slaget om Grekland. I den tidigare rollen försökte han att skydda australiska intressen mot brittiska befälhavare som försökte skingra hans styrkor på alla typer av uppdrag. Han utsågs till vice befälhavare i Mellanöstern och befordrades till general 1941. År 1942 återvände han till Australien som befälhavare för de australiska militära styrkorna och befälhavare för de allierade marktrupperna i sydvästra Stillahavsområdet under ledning av general Douglas MacArthur. På order av MacArthur och premiärminister John Curtin tog han personligen befälet över trupperna i Nya Guinea under Kokoda Track-fälttåget och avlöste generallöjtnant Sydney Rowell och generalmajor Arthur Allen under kontroversiella omständigheter. Under Salamaua–Lae-fälttåget planerade och genomförde Blamey ett stort och segerrikt fälttåg. Under krigets sista fälttåg stod han dock inför högljudd kritik för arméns prestationer. Han undertecknade Japans ceremoniella kapitulation på uppdrag av Australien i Tokyobukten den 2 september 1945 och accepterade senare själv den japanska kapitulationen på Morotai. Han befordrades till fältmarskalk i juni 1950.